# European Informatics Network
European Informatics (EIN) est un Réseau informatique public européen lancé en 1971, utilisé entre banques de données scientifiques, né en 1971 et déployé en 1974, à qui a succédé le réseau Euronet (EIN) lancé en 1979, avec des choix techniques très différents, EIN ayant installé la technologie du datagramme en Europe et Euronet revenant à la commutation de circuits.

## Description du réseau EIN
Le réseau EIN est décrit dans l'ouvrage consacré à la "téléinformatique", publié en 1979 et qui constituait alors la "bible" des publications avalisées par le CNET sur le sujet. Selon cet ouvrage, c'est un réseau expérimental qui "jusqu'à la fin des années 1970 reliait des centres de recherche européens", avec un réseau de "transmission de données" qui offre "un service de transport de paquets indépendants (datagrammes de 0 à 2040 bits). Il comporte aussi une "entité de transport" située dans chaque ordinateur raccordé", qui utilise un protocole de transport de bout en bout pour gérer les communications entre processus", celui "retenu par l'IFIP comme projet de norme proposé à l'ISO".
Le réseau de transmission de données "utilise un acheminement adaptatif des paquets, destiné à répondre aux pannes des commutateurs de données". Sur la liaison, "outre un mécanisme de fragmentation réassemblage, les contrôles d'erreur et contrôle de flux son disponibles en option". Ce protocole est ainsi très "voisin de celui de Cyclades".
La France fut ainsi "très active dans la définition du réseau" EIN "tant sur le plan technique qu’industriel", dans le cadre plus général d'une politique active d'innovation de  Maurice Allègre, à la tête de la Délégation générale à l'informatique.

## Genèse
Une réflexion à l'échelle européenne avait été engagée au milieu des années 1960, car "la CEE estime que le rythme de développement technologique est trop lent" face à "la vive progression de la concurrence américaine et japonaise". Pierre Aigrain, ministre français, préside la commission chargée de la coopération scientifique et technique à la Communauté européenne, au sein de laquelle est créé un groupe de travail chargé d'examiner "les possibilités d’une coopération technologique européenne dans sept principaux secteurs d’activités", le septième étant l’informatique et les télécoms" Dans la foulée un comité Cost (Coopération scientifique et technique) est créé en octobre 1970 par le Conseil européen. Le réseau EIN qui en découle sera ainsi parfois appelé "Cost 11" car consacré à la téléinformatique.

## Adoption en novembre 1971 par huit gouvernements
Fin décembre 1970, Donald Davies s'adresse à son collègue du NPL Derek Barber et l'informe que la délégation britannique envoyée à une réunion à Bruxelles cherche un conseiller technique. Il accepte et lors de la réunion il lui est proposé de diriger le réseau mais le processus va encore durer. Finalement, le réseau EIN est adopté le 23 novembre 1971 par huit gouvernements européens (France, Italie, Yougoslavie, Norvège, Portugal, Suisse, Suède, Grande-Bretagne, rejoints par les Pays-Bas en août 1974) et de la Communauté européenne de l’énergie atomique.
France, Italie, Suisse et Grande-Bretagne ont accepté l’installation d’un centre de commutation de messages et le raccordement d’un ordinateur. Mais il n'y a pas encore de "fonds gérés en commun", selon Claude Labarrère.
Une réunion pour fixer les détails techniques est prévue ensuite pour juin 1972 car les participants ne sont pas d'accord sur la technologie. Selon Claude Labarrère, le fonctionnement démarre par une "auberge espagnole où un certain nombre de pays s’associaient" avec des participants en désaccord sur les choix techniques, certains veulent la commutation de circuits d'autres de paquets, et c'est le second choix qui est fait, poussé par l’IRIA française ou encore le National Physical Laboratory britannique, qui ont respectivement lancé le réseau Cyclades et le Réseau du NPL, d'où est issu Derek Barber, directeur du projet.

## Direction du projet
C'est un expert anglais, Derek Barber, du National Physical Laboratory (NPL) de Teddington, près de Londres, qui dirige le projet,. Le National Physical Laboratory a délégué aussi Roger Scantlebury.
Donald Davies, considéré comme un des premiers concepteurs, avec l'Américain Paul Baran, du datagramme, était retourné au NPL en 1966, où il a décrit en 1967 un mode de fonctionnement sans connexion appelé plus tard mode datagramme. Il a ensuite présenté le concept de commutation de paquets en mode datagramme lors de la Conférence d'Edinbourg du 5 août 1968.
"La première fois que nous avons pu réellement décrire notre travail dans son intégralité, c'était au congrès de l'IFIP à Edimbourg en 1968, où je crois que nous avons présenté quatre communications", rappellera en 1996 Donald Davies.
Davies, Scantlebury et Barber sont membres du Groupe de travail international sur les réseaux (International Networking Working Group, INWG) créé en 1972, qui propose une norme pour l'interconnexion des réseaux,,. Scantlebury en supervise le déploiement technique depuis le Royaume-Uni,,.
Ein a contribué à l'adoption de la norme proposée par l'INWG,.
Bob Kahn et Vint Cerf reconnaissent leur dette à l'égard de Davies et Scantlebury en les citant dans leur article de 1974 « A Protocol for Packet Network Intercommunication ».

## Pluralité des offres au sein du réseau
Derek Barber, chargé de présider le comité occupé à planifier le réseau, après un certain temps a pris conscience d'une "situation sans issue", entre des Français convaincus de la "nécessité du datagramme" et des Italiens estimant que "les circuits virtuels étaient la solution". Cette double conviction faisait qu'à chaque fois que l'on proposait une fonctionnalité, "vous aviez des gens qui voulaient mettre en place un circuit". Derek Barber a alors proposé de demander que "toutes les fonctionnalités soient fournies", en laissant l'utilisateur "choisir d'utiliser certaines fonctionnalités" ou pas, ce qui "a permis de sortir de l'impasse" dans la spécification du commutateur. Le réseau a fourni à chaque fois la possibilité de circuits virtuels, mais le réseau ne les a "jamais utilisés".
Dans un premier temps, les Suisses eux aussi "pensaient que le principe du datagramme était erroné" et cela a créé un problème en 1976 lors d'une "grande démonstration au NPL" au cours de laquelle "tous les centres EIN devaient faire une démonstration, pour laquelle ils avaient des rangées de VIP assis devant les terminaux". Mais juste avant que la démonstration "démarre, tout s'est effondré" à cause d'une congestion, et Derek Barber va enquêter alors rapidement "au centre de contrôle" sur la "première théorie" émise face au problème, voulant "que les paquets qui inondaient le réseau et le bloquaient venaient du réseau. Les ingénieurs ont "fini par les retrouver jusqu'à Zurich", qui "envoyait des paquets dans le réseau aussi vite qu'il le pouvait" afin de le saboter pour prouver qu'il était vain d'y investir. Derek Barber a alors "appuyé sur un interrupteur", Zurich a "disparu du réseau", et il a "continué la démonstration".

## Le réseau expérimenté par le British Post Office
Les Britanniques ont par ailleurs mis en avant aussi une solution proche d'un autre réseau, expérimenté lui par le British Post Office, proche de la technologie d’EPSS (Experimental Packet Switching System),.
Ce réseau est annoncé en 1973 sous forme d'intention et sera déployé en 1976 ou 1977 selon les sources. Le British Post Office est alors fermement attaché à la technologie des circuits et le NPL a dû utiliser des ordinateurs passerelles

## Eté 1973, le projet entre dans une phase active
Selon l'historienne Valérie Schafer, le réseau EIN entre à l’été 1973 dans "une phase active" avec "à titre d’expérience préliminaire", un raccordement entre les réseaux du NPL et de l’IRIA.
Puis en janvier 1974, c'est un appel d’offres, gagné début juillet 1974 par le Mitra 15 comme routeur, le logiciel étant réalisé par un consortium unissant l'anglaise Logica à la française Sesa. Les spécifications finales sont ainsi très proches de celles du réseau Cyclades de Louis Pouzin, qui observe ensuite que "toutes les offres remises par les industriels proposent le Mitra 15" comme routeur.
Vers 1974, le centralien Michel Gien est "promu responsable technique des relations entre le réseau Cyclades et EIN", et fait la promotion des datagrammes et de Cigale, nouveau nom du réseau "Mitranet" de Cyclades. Peu après, il accompagnera Louis Pouzin et Hubert Zimmermann, les responsables de réseau Cyclades, lors de leurs travaux au sein de l'IFIP et de l'International Network Working Group (INWG).

## La transition vers le réseau Euronet de 1979
Le délégué suisse souhaite un futur réseau public inter-ordinateurs s'en inspirant mais, sur fond de tensions entre monde de l’informatique et des télécoms, certains membres de la Conférence européenne des administrations des postes et télécommunications (CEPT) s'opposent au projet avant qu'il ne soit terminé.
Dès le 18 avril 1975, une lettre de la CEPT à E. Pirkmajer, président d'EIN, l'avertit qu'il doit rester une "phase d’expérimentation de cinq ans", certes intéressante, mais dont l’achèvement doit normalement intervenir en février 1978". Euronet, un second projet, différent, est alors lancé au niveau européen, peu après la proposition d'un nouveau projet Cost en téléinformatique, présentée par le comité de gestion EIN. Ce projet Euronet découle lui d'une décision prise le 18 mars 1975 par le Conseil des ministres des Communautés Européennes.
En France, le monde des télécoms développe alors Transpac, connu ensuite pour le minitel, reposant sur les circuits virtuels, ouvert au public fin 1978, et à l’échelle européenne propose l'avis X25 au CCITT (Comité consultatif international télégraphique et téléphonique), soutenu par les Anglais et les Français, puis adopté en 1976.
Alors que le projet EIN avait "plutôt fait une place prépondérante aux chercheurs du monde informatique", les PTT des pays membres "réclament que leur place stratégique" dans les transmissions de données, "soit prise en compte" et donc leur choix techniques retenus dans Euronet. Jean-Pierre Ayrault, chargé des relations internationales à l’IRIA, observe alors que les administrations françaises et les anglaises des télécommunications sont les principaux « activistes » dans le nouveau projet. Le ministère de l’Industrie anglais a beau être toujours très favorable à continuer avec Cost 11, le British Post Office y reste opposé. La "fracture" européenne entre les deux réseaux "reproduit à l’échelle européenne celle que la France connaît entre Cyclades et Transpac", le monde des télécoms européen s'éloignant du monde de l’informatique au moment ou aux USA, le logiciel Unix, donné par ATT, poursuivie par la justice en vertu de la loi antitrust, permet au contraire un rapprochement via le protocole TCP-IP.
La question de l'éventuelle convergence entre Ein et Euronet est réglée elle aussi en faveur des circuits virtuels: l’accès à Euronet se fait via Transpac. Il ne devient possible d'interconnecter EIN et Euronet, qui est la voie officielle vers les bases de données publiques, que grâce au concept EMU-3 développé par le centre de recherche Bell-Northern et Trans-Canada Telephones System Companies, mais X25 "marque de fait le déclin d’EIN", selon l'historienne Valérie Schafer.
Selon un interprétation très différente, la fin des années 1970 voit une compétition entre les tenants du protocole TCP/IP et ceux d'autres solutions: le modèle en couches ISO/OSI sur fond de "dissensions franco-britanniques" liées selon l'ingénieur Gérard Le Lann au "différend" entre EIN et Euronet, qui selon lui ont permis à l'armée américaine, au début de l'ère Ronald Reagan de prendre de vitesse le modèle OSI, en pesant "de tout son poids pour généraliser l’adoption de TCP/IP et d’Internet".
Le 1er janvier 1983, Jour du drapeau  aux États-Unis, tous les sites d'Arpanet et des réseaux "à la Arpanet" remplacèrent NCP par TCP/IP, mais la voie ainsi ouverte au Web mettra encore plus d'une décennie avant qu'il n'augmente significativement son audience.